# ساي كيران
ساي كيران هو ممثل هندي، ولد في 8 مايو 1978 في الهند.